# World Games 2025/Sportakrobatik
Bei den World Games 2025 in Chengdu wurden vom 8. bis 10. August 5 Wettbewerbe im Sportakrobatik ausgetragen. Austragungsort war die Dong’an Lake Sports Park Arena.

## Bilanz

### Medaillenspiegel
| Platz  | Land               | Gold | Silber | Bronze | Gesamt |
| ------ | ------------------ | ---- | ------ | ------ | ------ |
| 1      | Ukraine            | 1    | 2      | –      | 3      |
| 2      | Israel             | 1    | –      | 2      | 3      |
| 3      | Belgien            | 1    | –      | –      | 1      |
| 3      | China              | 1    | –      | –      | 1      |
| 3      | Spanien            | 1    | –      | –      | 1      |
| 6      | Portugal           | –    | 1      | 2      | 3      |
| 7      | Aserbaidschan      | –    | 1      | –      | 1      |
| 7      | Vereinigte Staaten | –    | 1      | –      | 1      |
| 8      | Großbritannien     | –    | –      | 1      | 1      |
| Gesamt | Gesamt             | 5    | 5      | 5      | 9      |

### Medaillengewinner
| Disziplin     | Gold                                                  | Silber                                                           | Bronze                                                                  |
| ------------- | ----------------------------------------------------- | ---------------------------------------------------------------- | ----------------------------------------------------------------------- |
| Gruppe Männer | IsraelOr Abraham Rotem Amihai Lior Borodin Tomer Offi | UkraineStanislaw Kukrudz Jurij Pusch Jurij Sawka Taras Jarusch   | GroßbritannienLouis Alexander Rex Booth Samuel Ditchburn Freddie Turner |
| Gruppe Frauen | ChinaDing Wenyan Gu Quanjia Ma Yixing                 | Vereinigte StaatenCaylei Caldwell Olivia Green Rebecca Greenberg | IsraelNikol Aleinik Lia Bar Noy Michal Stratievsky                      |
| Paar Männer   | Juan Molina / José Moreno (ESP)                       | Daniel Abbasov / Murad Rafiyev (AZE)                             | Miguel Lopes / Gonçalo Parreira (POR)                                   |
| Paar Frauen   | Maysae Bouhouch / Silke Macharis (BEL)                | Anhelina Tschernjawska / Rusanna Wecheruk (UKR)                  | Beatriz Carneiro / Inês Faria (POR)                                     |
| Paar Mixed    | Jewfrossinija Krywyzka / Iwan Labunez (UKR)           | Guilherme Henriques / Lara Fernandes (POR)                       | Yonatan Fridman / Amy Refaeli (ISR)                                     |